# Mousa Dembélé
Mousa Sidi Yaya Dembélé (Wilerijk, Anvers, 16 de juliol de 1987) és un futbolista professional belga que juga com a migcampista al Guangzhou R&F F.C..
Ha format part del Tottenham Hotspur FC de la Premier League i la selecció de Bèlgica.

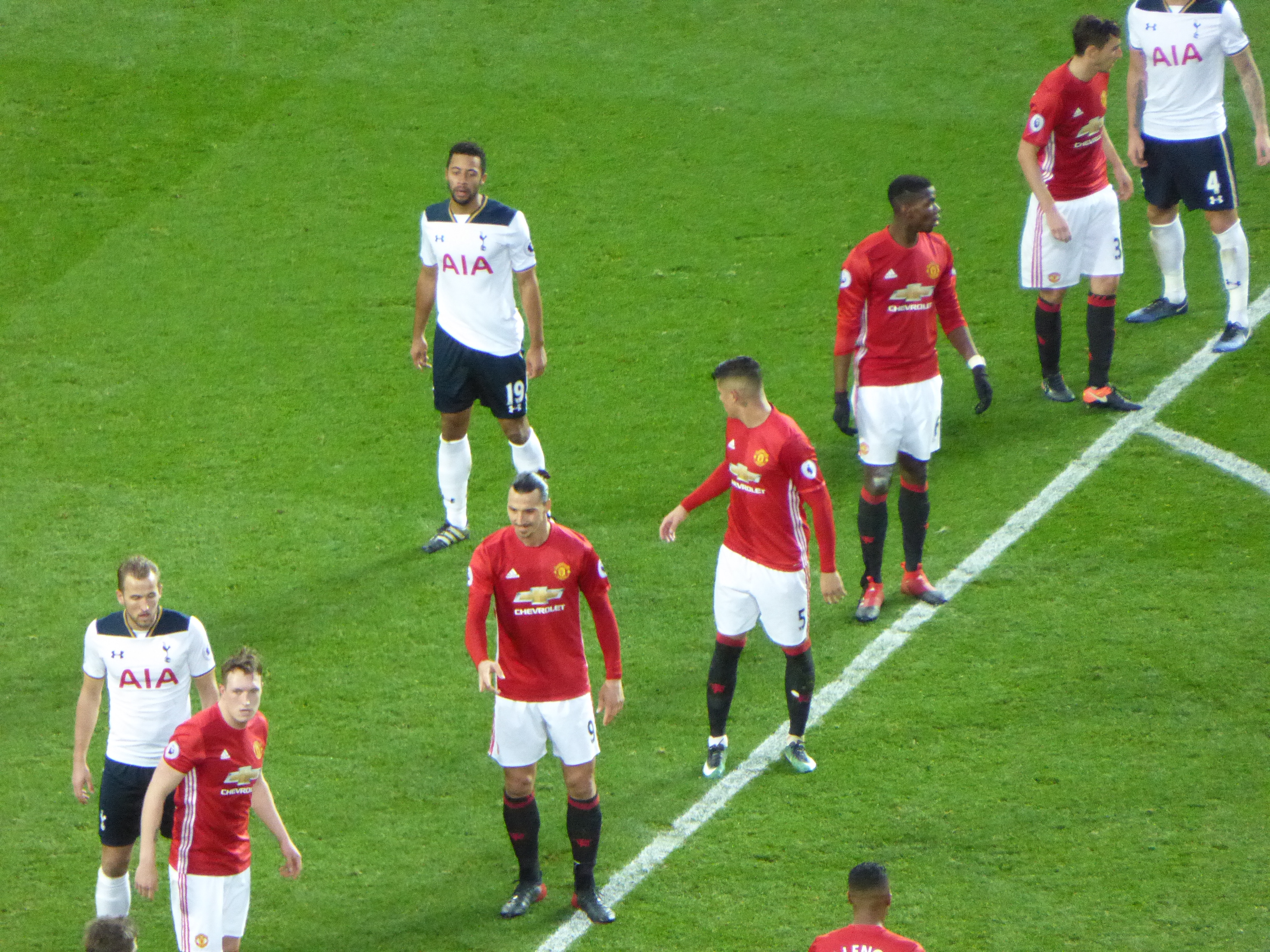
Dembélé amb els Spurs el 2016

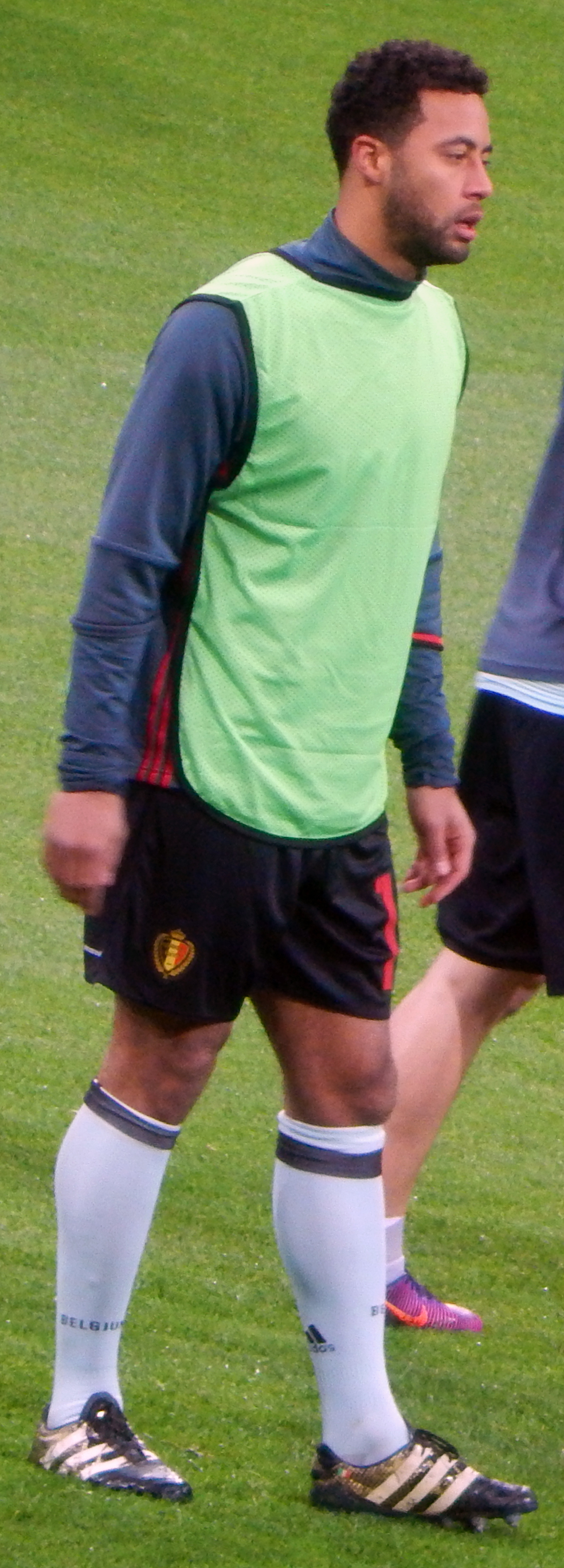
Dembélé amb Bèlgica el 2017